# Mokomichi Hayami
Mokomichi Hayami (jap. 速水 もこみち Hayami Mokomichi; ur. 10 sierpnia 1984) – japoński aktor filmowy i telewizyjny. Znany jest ze swoich umiejętności kulinarnych, opublikował kilka książek kucharskich. 8 sierpnia 2019 roku wziął ślub z aktorką Ayą Hirayamą.

## Filmografia

### Seriale
- 2002: Taiho shichauzo jako Mokomichi Saeki (TV Asahi)
- 2003: Boku no mahō tsukai (NTV)
- 2003: Yankee bokō ni kaeru jako Hideo (TBS)
- 2004: Tokyo wankei jako Hiroshi Koyama (Fuji TV)
- 2005: Ame to yume no ato ni: Hokutō Hayakawa (TV Asahi)
- 2005: Gokusen 2 jako Tsuchiya Hikaru (NTV)
- 2005: Densha otoko jako Keisuke Aoyama (Fuji TV)
- 2005: Brother Beat jako Sakurai Riku (TBS)
- 2006: Rondo jako Ryugo Kazama (TBS)
- 2006: Regatta: Kimi to ita eien jako Makoto Ōsawa (TV Asahi)
- 2007: Tokyo Tower jako Masaya Nakagawa / Boku (Fuji TV)
- 2007: Hataraki Man jako Kunio Tanaka (NTV)
- 2008: Zettai kareshi jako Tenjō Notte (Fuji TV)
- 2008: Oh! My Girl! jako Kōtarō Yamashita (NTV)
- 2009: Kochira Katsushika-ku Kameari kōen-mae hashutsujo jako Keiichi Nakagawa (Fuji TV)
- 2010: Hammer Session!: Goro Hachisuka (TBS)
- 2011: Rebound jako Taiichi Imai (NTV)
- 2012: Hōkago wa Mystery to tomoni jako Hiromi Ishizaki (TBS)
- 2014: Kinkyū torishirabe-shitsu jako Tetsuji Watanabe (TV Asahi)
- 2016: Hajimemashite, aishiteimasu jako Takumi Umeda (TV Asahi)

### Filmy
- 2003: Kamen Rider 555: Paradise Lost jako Mizuhara
- 2006: Rough jako Keisuke Yamato
- 2009: Gokusen: The Movie jako Hikaru Tsuchiya
- 2011: Kochikame: The Movie  jako Keiichi Nakagawa
- 2014: Kuragehime jako Yoshio

## Nagrody i nominacje
W 2006 roku został nominowany do Nagrody Japońskiej Akademii Filmowej w kategorii „najlepszy debiutant” za film Rough.